# Iordache Stavrachi
Iordache Stavrachi a fost un domn al Moldovei în perioada 20 august - 7 decembrie 1749, în calitate de Caimacam Domnesc .
A avut anterior rangul de spătar și a ridicat unele biruri (de exemplu, a scos goștina întreită de câte 11 parale de oaie).